# The Bondman
The Bondman er en amerikansk stumfilm fra 1916 af Edgar Lewis.

## Medvirkende
- William Farnum som Stephen Orry / Jason Orry.
- L.O. Hart som Adam Fairbrother.
- Dorothy Bernard som Greeba.
- Charles E. Graham som Jorgen Jorgenson.
- Doris Wooldridge som Rachel.